# لجنة المعايير في مجلس العموم
يتم تعيين لجنة المعايير في مجلس العموم من قبل مجلس العموم للإشراف على عمل المفوض البرلماني للمعايير.

## التاريخ
وقد ظهرت إلى حيز الوجود في 7 يناير 2013 باعتبارها خلفا لنصف لجنة المعايير والامتيازات المبدلة حديثا. تم تقسيم اللجنة الأخيرة إلى لجنة المعايير ولجنة الامتيازات من أجل أن تقوم لجنة المعايير بتعيين أعضاء عاديين.

## عضوية
اعتبارًا من سبتمبر 2020، أعضاء اللجنة على النحو التالي: 
| عضو                       | حزب                     | الدائرة                 |
| ------------------------- | ----------------------- | ----------------------- |
| النائب كريس براينت (رئيس) | العمال                  | روندا                   |
| النائب ألبرتو كوستا       | محافظ                   | جنوب ليسترشاير          |
| النائب آندي كارتر         | محافظ                   | وارينغتون ساوث          |
| النائب آن ماكلولين        | الحزب القومي الاسكتلندي | غلاسكو الشمالية الشرقية |
| النائب السير برنارد جنكين | محافظ                   | هارويتش وشمال إسيكس     |
| النائب كريس إلمور         | العمال                  | أوغمور                  |
| النائب مارك فليتشر        | محافظ                   | بولسوفر                 |

تضم اللجنة أيضًا 5 أعضاء غير متخصصين، اعتبارًا من سبتمبر 2020: تامي بانكس، وجين بورغيس، وريتا ديكستر، والدكتور آرون ميدها، وبول ثوروغود.

## روابط خارجية
- موقع اللجنة